# Tournoi pré-olympique de l'UEFA 1959-1960
Navigation
Tokyo 1964
Le tournoi pré-olympique de l'UEFA 1959-1960 a eu pour but de désigner les sept nations qualifiées au sein de la zone Europe pour participer au tournoi final de football, disputé lors des Jeux olympiques de Rome en 1960. L'Italie est qualifiée d'office en tant que pays hôte. 22 pays originaires du continent européen ont effectivement pris part aux matches de qualification.
Le tournoi européen de qualification aux Jeux olympiques d'été de 1960 s'est déroulé entre le 26 juin 1959 et le 18 mai 1960 entre sept poules de trois équipes. Au terme de ces éliminatoires, le Danemark, la Pologne, la Bulgarie, la Yougoslavie, la Grande-Bretagne, la France et la Hongrie ont décroché leur participation au tournoi olympique.
Les quatre nations britanniques (l'Angleterre, l'Écosse, l'Irlande du Nord et le pays de Galles) sont réunies sous la bannière de la Grande-Bretagne.
Si lors des Jeux de Melbourne c'est une équipe « mixte » qui fut alignée, en accord avec la décision des comités allemands respectifs de faire concourir leurs athlètes entre 1956 et 1964 dans une « Équipe unifiée d'Allemagne », le CIO ne reconnaissant à l'époque comme comité olympique allemand que celui d'Allemagne de l'Ouest, les fédérations allemandes respectives ont décidé par la suite de disputer un tour préliminaire pour décider qui de l'Allemagne de l'Ouest ou de l'Allemagne de l'Est participerait aux qualifications et représenterait l'Allemagne sous la bannière unifiée en cas de qualification. L'Allemagne de l'Ouest remporte le droit de disputer les éliminatoires sans toutefois parvenir à se qualifier.

## Pays qualifiés
| Dates                          | Lieu      | Places | Qualifiés                                                            |
| ------------------------------ | --------- | ------ | -------------------------------------------------------------------- |
| du 26 juin 1959 au 18 mai 1960 | Itinérant | 7      | Danemark Pologne Bulgarie Yougoslavie Grande-Bretagne France Hongrie |

## Format des qualifications
Dans les phases de qualification en groupe disputées selon le système de championnat, en cas d’égalité de points de plusieurs équipes à l'issue de la dernière journée, les critères suivants sont appliqués dans l'ordre indiqué pour établir leur classement :

- Meilleure différence de buts,
- Plus grand nombre de buts marqués.

Dans le système à élimination directe avec des matches aller et retour, en cas d'égalité parfaite au score cumulé des deux rencontres, les mesures suivantes sont d'application :

- Nécessité d'un match d'appui disputé sur terrain neutre, et
- Organisation de prolongations et, au besoin, désignation du vainqueur par tirage au sort, si les deux équipes sont toujours à égalité au terme des prolongations du match d'appui, et
- La règle des buts marqués à l'extérieur n'est pas en vigueur.

## Résultats des qualifications

### Groupe 1
| Rang | Équipe   | Pts | J | G | N | P | Bp | Bc | Diff |  | Résultats (▼ dom., ► ext.) |     |     |     |
| ---- | -------- | --- | - | - | - | - | -- | -- | ---- |  | -------------------------- | --- | --- | --- |
| 1    | Danemark | 7   | 4 | 3 | 1 | 0 | 11 | 6  | +5   |  | Danemark                   |     | 1-1 | 2-1 |
| 2    | Islande  | 3   | 4 | 1 | 1 | 2 | 5  | 7  | -2   |  | Islande                    | 2-4 |     | 1-0 |
| 3    | Norvège  | 2   | 4 | 1 | 0 | 3 | 5  | 8  | -3   |  | Norvège                    | 2-4 | 2-1 |     |

#### Détail des rencontres
| 26 juin 1959       | Islande | 2 - 4   | Danemark | Laugardalsvöllur Reykjavik, Islande                |                                                    |
| 20:30 heure locale | S. Jónsson 46e · Beck 80e | (0 - 2) | Hansen 18e 50e · Madsen 28e 60e                                                                              | Spectateurs : 9 400 Arbitrage : Birger Nilsen (hu) | Spectateurs : 9 400 Arbitrage : Birger Nilsen (hu) |
| 20:30 heure locale | Rapport |         | | Spectateurs : 9 400 Arbitrage : Birger Nilsen (hu) | Spectateurs : 9 400 Arbitrage : Birger Nilsen (hu) |
| 20:30 heure locale | Guðjónsson (en) - Ársælsson, Guðmannsson, Árnason (en), Felixson - Teitsson, Steinsen - R. Jónsson , Beck, S. Jónsson, Þ. Jónsson | Équipes | From - Larsen (da), P. Jensen, Nielsen, Kragh - E. Jensen (da), Pedersen - Madsen, Enoksen, Troelsen, Hansen | Spectateurs : 9 400 Arbitrage : Birger Nilsen (hu) | Spectateurs : 9 400 Arbitrage : Birger Nilsen (hu) |

| 2 juillet 1959     | Danemark | 2 - 1   | Norvège | Københavns Idrætspark (en) Copenhague, Danemark |                                               |
| 19:00 heure locale | Enoksen 53e · Madsen 55e                                                                                                   | (0 - 0) | Pedersen 70e | Spectateurs : 37 100 Arbitrage : Albert Dusch   | Spectateurs : 37 100 Arbitrage : Albert Dusch |
| 19:00 heure locale | Rapport |         | | Spectateurs : 37 100 Arbitrage : Albert Dusch   | Spectateurs : 37 100 Arbitrage : Albert Dusch |
| 19:00 heure locale | P.F. Jensen (da) - Larsen, P. Jensen, B. Hansen, Kragh - E. Jensen (da), Pedersen - Madsen, Enoksen, Troelsen, J.P. Hansen | Équipes | Hansen - Natland (en), Falch (en), Legernes, Svenssen - Larsen (en), Høivik (en) - Kristoffersen, Borgen (en), Hennum, Pedersen | Spectateurs : 37 100 Arbitrage : Albert Dusch   | Spectateurs : 37 100 Arbitrage : Albert Dusch |

| 7 juillet 1959     | Islande | 1 - 0   | Norvège | Laugardalsvöllur Reykjavik, Islande            |                                                |
| 20:30 heure locale | R. Jónsson 88e | (0 - 0) | | Spectateurs : 11 526 Arbitrage : James Barclay | Spectateurs : 11 526 Arbitrage : James Barclay |
| 20:30 heure locale | Rapport |         | | Spectateurs : 11 526 Arbitrage : James Barclay | Spectateurs : 11 526 Arbitrage : James Barclay |
| 20:30 heure locale | Daníelsson (en) - Ársælsson, Njálsson (en), Árnason (en), Felixson - Teitsson, Steinsen - R. Jónsson , S. Jónsson, Schram (en), Beck | Équipes | Hansen - Natland (en), Johansen, Legernes, Svenssen - R. Kristiansen (no), Kristoffersen - K. Kristiansen (no), Borgen (en), Hennum, Pedersen | Spectateurs : 11 526 Arbitrage : James Barclay | Spectateurs : 11 526 Arbitrage : James Barclay |

| 18 août 1959       | Danemark | 1 - 1   | Islande | Københavns Idrætspark (en) Copenhague, Danemark      |                                                      |
| 18:00 heure locale | Enoksen 82e | (0 - 1) | Teitsson 29e | Spectateurs : 26 000 Arbitrage : Andries van Leeuwen | Spectateurs : 26 000 Arbitrage : Andries van Leeuwen |
| 18:00 heure locale | Rapport |         | | Spectateurs : 26 000 Arbitrage : Andries van Leeuwen | Spectateurs : 26 000 Arbitrage : Andries van Leeuwen |
| 18:00 heure locale | P.F. Jensen (da) - Larsen, P. Jensen, Nielsen, Hansen - E. Jensen (da), Pedersen - Madsen, Enoksen, Troelsen, Soerensen | Équipes | Daníelsson (en) - Ársælsson, Njálsson (en), Árnason (en), Felixson - Teitsson, Steinsen - R. Jónsson , Beck, S. Jónsson, Þ. Jónsson | Spectateurs : 26 000 Arbitrage : Andries van Leeuwen | Spectateurs : 26 000 Arbitrage : Andries van Leeuwen |

| 21 août 1959       | Norvège | 2 - 1   | Islande | Ullevaal Stadion Oslo, Norvège                    |                                                   |
| 19:00 heure locale | Backe (en) 39e · Kristiansen (no) 52e | (1 - 0) | Steinsen 74e | Spectateurs : 23 143 Arbitrage : Johan Aksel Alho | Spectateurs : 23 143 Arbitrage : Johan Aksel Alho |
| 19:00 heure locale | Rapport |         | | Spectateurs : 23 143 Arbitrage : Johan Aksel Alho | Spectateurs : 23 143 Arbitrage : Johan Aksel Alho |
| 19:00 heure locale | Hansen - Falch (en), Muggerud (it), Johannesen, Svenssen - Bergersen (no), Kristiansen (no) - Sørensen (it), Borgen (en), Backe (en), Larsen (en) | Équipes | Daníelsson (en) - Ársælsson, Njálsson (en), Árnason (en), Felixson - Teitsson, Steinsen - R. Jónsson , Beck ( 3e S. Jónsson), Helgason (en), Þ. Jónsson | Spectateurs : 23 143 Arbitrage : Johan Aksel Alho | Spectateurs : 23 143 Arbitrage : Johan Aksel Alho |

| 13 septembre 1959  | Norvège | 2 - 4   | Danemark | Ullevaal Stadion Oslo, Norvège             |                                            |
| 13:15 heure locale | Sørensen (it) 38e · Kristiansen (no) 56e | (1 - 1) | H.I. Nielsen 29e · Enoksen 53e 89e · Pedersen 64e                                                                                  | Spectateurs : 30 142 Arbitrage : Ken Aston | Spectateurs : 30 142 Arbitrage : Ken Aston |
| 13:15 heure locale | Rapport |         | | Spectateurs : 30 142 Arbitrage : Ken Aston | Spectateurs : 30 142 Arbitrage : Ken Aston |
| 13:15 heure locale | Hansen ( 46e Nervik (en) ) - Bakker (en), Muggerud (it), Natland (en), Svenssen - Johannesen, Sørensen (it) - Hennum, Borgen (en) ( 20e Kristiansen (no)), Backe (en), Pedersen | Équipes | P.F. Jensen (da) - Larsen, P. Jensen, H.C. Nielsen, Hansen - E. Jensen (da), Pedersen - Troelsen, H.I. Nielsen, Enoksen, Soerensen | Spectateurs : 30 142 Arbitrage : Ken Aston | Spectateurs : 30 142 Arbitrage : Ken Aston |

### Groupe 2

#### Tour préliminaire
| Équipe 1           | Résultat | Équipe 2             | Aller | Retour |
| ------------------ | -------- | -------------------- | ----- | ------ |
| Allemagne de l'Est | 1 - 4    | Allemagne de l’Ouest | 0 - 2 | 1 - 2  |

| 16 septembre 1959 | Allemagne de l'Est | 0 - 2 | Allemagne de l’Ouest                | Walter-Ulbricht-Stadion Berlin, Allemagne de l'Est |                                            |
| |                    | (0 - 0) | Fischer (de) 53e (csc) · Dörfel 83e | Spectateurs : 0 Arbitrage : Václav Korelus         | Spectateurs : 0 Arbitrage : Václav Korelus |
| Thiele (de) - Müller (en), Krampe (de), Fischer (de), Heine (en) - Unger, Ducke - Schröter, Vogt (de), Erler, Franz (de) | Équipes            | Eglin (en) - Olk, Kurbjuhn, Mauritz, Schäfer - Schulz, Meyer (de) - Herrmann, Thimm (de), Nauheimer (de), Dörfel |                                     | Spectateurs : 0 Arbitrage : Václav Korelus         | Spectateurs : 0 Arbitrage : Václav Korelus |

| 23 septembre 1959 | Allemagne de l’Ouest                | 2 - 1 | Allemagne de l'Est  | Rheinstadion Düsseldorf, Allemagne de l'Ouest     |                                                   |
| | Thimm (de) 32e · Wilkening (de) 64e | (1 - 1) | Schröter 14e (pen.) | Spectateurs : 0 Arbitrage : Johannes Martens (nl) | Spectateurs : 0 Arbitrage : Johannes Martens (nl) |
| Eglin (en) - Gerdau (de), Olk, Neumann (de), Schäfer - Schulz, Mauritz - Höher (de), Thimm (de), Wilkening (de), Dörfel | Équipes                             | Spickenagel (en) - Krampe (de), Skaba (de), Fischer (de), Heine (en) - Unger, Ducke - Meyer (de), Vogt (de), Schröter, Klingbiel (en) |                     | Spectateurs : 0 Arbitrage : Johannes Martens (nl) | Spectateurs : 0 Arbitrage : Johannes Martens (nl) |

| Rang | Équipe               | Pts | J | G | N | P | Bp | Bc | Diff |  | Résultats (▼ dom., ► ext.) |     |     |     |
| ---- | -------------------- | --- | - | - | - | - | -- | -- | ---- |  | -------------------------- | --- | --- | --- |
| 1    | Pologne              | 8   | 4 | 4 | 0 | 0 | 15 | 4  | +11  |  | Pologne                    |     | 3-1 | 6-2 |
| 2    | Allemagne de l’Ouest | 2   | 4 | 1 | 0 | 3 | 5  | 10 | -5   |  | Allemagne de l’Ouest       | 0-3 |     | 2-1 |
| 3    | Finlande             | 2   | 4 | 1 | 0 | 3 | 7  | 13 | -6   |  | Finlande                   | 1-3 | 3-2 |     |

#### Détail des rencontres
| 18 octobre 1959 | Finlande           | 1 - 3 | Pologne                                     | Helsingin Olympiastadion Helsinki, Finlande  |                                              |
| | Kankkonen (fi) 48e | (0 - 1) | Pohl 3e · Hachorek 58e · Gawroński (pl) 81e | Spectateurs : 10 818 Arbitrage : Bertil Lööw | Spectateurs : 10 818 Arbitrage : Bertil Lööw |
| | Rapport            | |                                             | Spectateurs : 10 818 Arbitrage : Bertil Lööw | Spectateurs : 10 818 Arbitrage : Bertil Lööw |
| Klinga (fi) - Jalava (fi), Hyvärinen (fi), Järvinen (fi), Forss - Nevalainen (fi) , Hiltunen (fi) - Kankkonen (fi), Österlund, Pahlman, Peltonen | Équipes            | Stefaniszyn - Szczepański (en), Monica (pl), Strzykalski (en), Zientara (en) - Gawroński (pl), Korynt (en) - Pohl, Hachorek, Liberda, Baszkiewicz (en) |                                             | Spectateurs : 10 818 Arbitrage : Bertil Lööw | Spectateurs : 10 818 Arbitrage : Bertil Lööw |

| 8 novembre 1959    | Pologne | 6 - 2   | Finlande | Stadion Śląski Chorzów, Pologne                  |                                                  |
| 12:00 heure locale | Pohl 14e 19e 44e · Hachorek 43e · Sykta (pl) 53e · Szarzyński (pl) 79e                                                                  | (4 - 2) | Österlund 7e · Peltonen 20e | Spectateurs : 22 000 Arbitrage : Werner Bergmann | Spectateurs : 22 000 Arbitrage : Werner Bergmann |
| 12:00 heure locale | Rapport |         | | Spectateurs : 22 000 Arbitrage : Werner Bergmann | Spectateurs : 22 000 Arbitrage : Werner Bergmann |
| 12:00 heure locale | Stefaniszyn - Szczepański (en), Korynt (en), Monica (pl), Nieroba - Zientara (en) , Sykta (pl) - Pohl, Hachorek, Szarzyński (pl), Faber | Équipes | Westerholm (fi) - Jalava (fi), Haahti (fi), Nevalainen (fi) , Forss - Holmqvist (fi), Ekman (fi) - Kankkonen (fi), Österlund, Pahlman, Peltonen | Spectateurs : 22 000 Arbitrage : Werner Bergmann | Spectateurs : 22 000 Arbitrage : Werner Bergmann |

| 11 novembre 1959                                                                                                | Allemagne de l’Ouest        | 2 - 1 | Finlande           | Leimbachstadion (en) Siegen, Allemagne de l'Ouest     |                                                       |
| | Forss 4e (csc) · Dörfel 55e | (1 - 0) | Kankkonen (fi) 85e | Spectateurs : 22 000 Arbitrage : Antonín Vrbovec (cs) | Spectateurs : 22 000 Arbitrage : Antonín Vrbovec (cs) |
| | Rapport                     | |                    | Spectateurs : 22 000 Arbitrage : Antonín Vrbovec (cs) | Spectateurs : 22 000 Arbitrage : Antonín Vrbovec (cs) |
| Eglin (en) - Gerdau (de), Schäfer , Kurbjuhn, Mauritz - Schulz, Rühl - Herrmann, Thimm (de), Höher (de), Dörfel | Équipes                     | Gröndahl (fi) - Jalava (fi), Haahti (fi), Nevalainen (fi), Lehtinen (fi) - Forss, Kankkonen (fi) - Pahlman, Österlund, Holmqvist (fi), Peltonen |                    | Spectateurs : 22 000 Arbitrage : Antonín Vrbovec (cs) | Spectateurs : 22 000 Arbitrage : Antonín Vrbovec (cs) |

| 24 novembre 1959                                                                                            | Allemagne de l’Ouest | 0 - 3 | Pologne                                        | Stadion an der Hafenstraße (en) Essen, Allemagne de l'Ouest |                                                     |
| |                      | (0 - 2) | Hachorek 17e · Baszkiewicz (en) 29e · Pohl 63e | Spectateurs : 42 000 Arbitrage : Gérard Versyp (hu)         | Spectateurs : 42 000 Arbitrage : Gérard Versyp (hu) |
| | Rapport              | |                                                | Spectateurs : 42 000 Arbitrage : Gérard Versyp (hu)         | Spectateurs : 42 000 Arbitrage : Gérard Versyp (hu) |
| Eglin (en) - Gerdau (de), Olk, Tams (de), Schäfer - Schulz, Rühl - Höher (de), Thimm (de), Herrmann, Dörfel | Équipes              | Stefaniszyn - Szczepański (en), Korynt (en), Monica (pl), Strzykalski (en) - Zientara (en), Faber - Pohl, Hachorek, Szarzyński (pl), Baszkiewicz (en) |                                                | Spectateurs : 42 000 Arbitrage : Gérard Versyp (hu)         | Spectateurs : 42 000 Arbitrage : Gérard Versyp (hu) |

| 18 avril 1960 | Pologne                             | 3 - 1 | Allemagne de l’Ouest | Stadion Dziesięciolecia Varsovie, Pologne           |                                                     |
| | Zientara (en) 23e 63e · Lentner 51e | (1 - 0) | Walenciak (de) 71e   | Spectateurs : 50 000 Arbitrage : Carl Erich Steiner | Spectateurs : 50 000 Arbitrage : Carl Erich Steiner |
| | Rapport                             | |                      | Spectateurs : 50 000 Arbitrage : Carl Erich Steiner | Spectateurs : 50 000 Arbitrage : Carl Erich Steiner |
| Stefaniszyn - Szczepański (en), Grzybowski (en), Monica (pl), Michel (pl) - Zientara (en) , Kowalski (pl) - Brychczy, Hachorek, Pohl, Lentner | Équipes                             | Tillich (en) - Gerdau (de), Kurbjuhn, Tams (de), Schäfer - Schulz, Rühl - Walenciak (de), Rehhagel, Nauheimer (de), Kremer (en) |                      | Spectateurs : 50 000 Arbitrage : Carl Erich Steiner | Spectateurs : 50 000 Arbitrage : Carl Erich Steiner |

| 18 mai 1960 | Finlande                                        | 3 - 2 | Allemagne de l’Ouest          | Helsingin Olympiastadion Helsinki, Finlande         |                                                     |
| | Pahlman 3e · Nevalainen (fi) 53e · Peltonen 74e | (1 - 1) | Himmelmann (de) 4e · Rühl 72e | Spectateurs : 7 578 Arbitrage : Erik Johansson (hu) | Spectateurs : 7 578 Arbitrage : Erik Johansson (hu) |
| | Rapport                                         | |                               | Spectateurs : 7 578 Arbitrage : Erik Johansson (hu) | Spectateurs : 7 578 Arbitrage : Erik Johansson (hu) |
| Westerholm (fi) - Jalava (fi), Forss, Nevalainen (fi), Lehtinen (fi) - Strömberg (fi), Helin (fi) - Kankkonen (fi), Österlund, Pahlman, Peltonen | Équipes                                         | Kunter (en) - Rehhagel, Schäfer , Kurbjuhn, Schulz - Tams (de), Rühl - Himmelmann (de), Höher (de), Gerhard Neuser, Kremer (en) |                               | Spectateurs : 7 578 Arbitrage : Erik Johansson (hu) | Spectateurs : 7 578 Arbitrage : Erik Johansson (hu) |

### Groupe 3
| Rang | Équipe           | Pts | J | G | N | P | Bp | Bc | Diff |  | Résultats (▼ dom., ► ext.) |     |     |     |
| ---- | ---------------- | --- | - | - | - | - | -- | -- | ---- |  | -------------------------- | --- | --- | --- |
| 1    | Bulgarie         | 5   | 4 | 2 | 1 | 1 | 4  | 3  | +1   |  | Bulgarie                   |     | 1-0 | 2-1 |
| 2    | Union soviétique | 4   | 4 | 1 | 2 | 1 | 3  | 2  | +1   |  | Union soviétique           | 1-1 |     | 2-0 |
| 3    | Roumanie         | 3   | 4 | 1 | 1 | 2 | 2  | 4  | -2   |  | Roumanie                   | 1-0 | 0-0 |     |

#### Détail des rencontres
| 27 juin 1959 | Union soviétique | 1 - 1                                                                                                | Bulgarie    | Stade Central Lénine Moscou, Union soviétique        |                                                      |
| | Korolenkov 68e   | (0 - 1)                                                                                              | Milanov 26e | Spectateurs : 102 000 Arbitrage : Bengt Lundell (hu) | Spectateurs : 102 000 Arbitrage : Bengt Lundell (hu) |
| | Rapport          | |             | Spectateurs : 102 000 Arbitrage : Bengt Lundell (hu) | Spectateurs : 102 000 Arbitrage : Bengt Lundell (hu) |
| Razinsky - Soldatov (ru), Ermolaev (ru), Bagrich (ru), Linyaev (ru) - Zavidonov (en) , Metreveli - Batanov (en), Kaloyev, Korolenkov, Kovaliov | Équipes          | Najdenov - Rakarov, Manolov , Dimitrov, Kitov - Kovachev, Milanov - Kolev, Panajotov, Vasilev, Yanev |             | Spectateurs : 102 000 Arbitrage : Bengt Lundell (hu) | Spectateurs : 102 000 Arbitrage : Bengt Lundell (hu) |

| 19 juillet 1959 | Union soviétique              | 2 - 0 | Roumanie | Stade Central Lénine Moscou, Union soviétique          |                                                        |
| | Urin (en) 11e · Metreveli 61e | (1 - 0) |          | Spectateurs : 100 000 Arbitrage : Orjo Pättiniemi (hu) | Spectateurs : 100 000 Arbitrage : Orjo Pättiniemi (hu) |
| | Rapport                       | |          | Spectateurs : 100 000 Arbitrage : Orjo Pättiniemi (hu) | Spectateurs : 100 000 Arbitrage : Orjo Pättiniemi (hu) |
| Razinsky - Soldatov (ru), Ermolaev (ru), Bagrich (ru), Linyaev (ru) - Zavidonov (en) , Urin (en) - Korolenkov, Kaloyev, Gogoberidze, Metreveli | Équipes                       | Todor - Popa (en), Călinoiu , Macri, Alexandru (en) - Nunweiller, Anghel (en) - Constantin, Ene, Meszaros (en), Babone |          | Spectateurs : 100 000 Arbitrage : Orjo Pättiniemi (hu) | Spectateurs : 100 000 Arbitrage : Orjo Pättiniemi (hu) |

| 2 août 1959 | Roumanie | 0 - 0 | Union soviétique | Stadionul 23 August Bucarest, Roumanie                        |                                                               |
| |          | (0 - 0) |                  | Spectateurs : 80 000 Arbitrage : Grzegorz Aleksandrowicz (pl) | Spectateurs : 80 000 Arbitrage : Grzegorz Aleksandrowicz (pl) |
| | Rapport  | |                  | Spectateurs : 80 000 Arbitrage : Grzegorz Aleksandrowicz (pl) | Spectateurs : 80 000 Arbitrage : Grzegorz Aleksandrowicz (pl) |
| Todor - Popa (en), Karikaș (en) , Macri, Alexandru (en) - Nunweiller 68e, Oaidă (en) - Constantin, Alecsandrescu, Meszaros (en), Tătaru (en) | Équipes  | Razinsky - Soldatov (ru), Ermolaev (ru), Bagrich (ru), Sokolov (ru) - Zavidonov (en) , Urin (en) - Batanov (en), Kaloyev, Kovaliov, Metreveli |                  | Spectateurs : 80 000 Arbitrage : Grzegorz Aleksandrowicz (pl) | Spectateurs : 80 000 Arbitrage : Grzegorz Aleksandrowicz (pl) |

| 13 septembre 1959                                                                                         | Bulgarie  | 1 - 0 | Union soviétique | Stade national Vassil-Levski Sofia, Bulgarie |                                              |
| | Kolev 11e | (1 - 0) |                  | Spectateurs : 45 000 Arbitrage : Josef Stoll | Spectateurs : 45 000 Arbitrage : Josef Stoll |
| | Rapport   | |                  | Spectateurs : 45 000 Arbitrage : Josef Stoll | Spectateurs : 45 000 Arbitrage : Josef Stoll |
| Najdenov - Rakarov, Manolov , Dimitrov, Largov - Kovachev, Milanov - Abadzhiev, Panajotov, Kolev, Vasilev | Équipes   | Razinsky - Krutikov , Morgunov (ru), Bagrich (ru), Linyaev (ru) - Zaytsev (en), Kovaliov - Vorochilov , Sokolov (ru), Iamanidze (en), Metreveli |                  | Spectateurs : 45 000 Arbitrage : Josef Stoll | Spectateurs : 45 000 Arbitrage : Josef Stoll |

| 8 novembre 1959 | Roumanie       | 1 - 0                                                                                                | Bulgarie | Stadionul 23 August Bucarest, Roumanie           |                                                  |
| | Constantin 80e | (0 - 0)                                                                                              |          | Spectateurs : 80 000 Arbitrage : János Pósa (hu) | Spectateurs : 80 000 Arbitrage : János Pósa (hu) |
| | Rapport        | |          | Spectateurs : 80 000 Arbitrage : János Pósa (hu) | Spectateurs : 80 000 Arbitrage : János Pósa (hu) |
| Voinescu - Popa (en), Karikaș (en), Soare (en), Jenei - Nunweiller 80e, Haşoti (en) - Constantin , Dridea, Dinulescu (en), Tătaru (en) | Équipes        | Najdenov - Rakarov, Manolov , Dimitrov, Largov - Kovachev, Milanov - Kolev, Panajotov, Yakimov, Diev |          | Spectateurs : 80 000 Arbitrage : János Pósa (hu) | Spectateurs : 80 000 Arbitrage : János Pósa (hu) |

| 1er mai 1960 | Bulgarie                        | 2 - 1 | Roumanie        | Stade national Vassil-Levski Sofia, Bulgarie      |                                                   |
| | Yordanov (en) 2e · Kovachev 20e | (2 - 0) | Tătaru (en) 66e | Spectateurs : 55 000 Arbitrage : Petros Tzouvaras | Spectateurs : 55 000 Arbitrage : Petros Tzouvaras |
| | Rapport                         | |                 | Spectateurs : 55 000 Arbitrage : Petros Tzouvaras | Spectateurs : 55 000 Arbitrage : Petros Tzouvaras |
| Najdenov - Rakarov, Manolov , Dimitrov, Largov - Kovachev, Diev - Abadzhiev, Yordanov (en), Kolev, Debarski (en) | Équipes                         | Voinescu - Popa (en), Karikaș (en), Soare (en), Jenei - Alexandru (en), Haşoti (en) - Constantin, Dridea, Raksi (en), Tătaru (en) |                 | Spectateurs : 55 000 Arbitrage : Petros Tzouvaras | Spectateurs : 55 000 Arbitrage : Petros Tzouvaras |

### Groupe 4
| Rang | Équipe      | Pts | J | G | N | P | Bp | Bc | Diff |  | Résultats (▼ dom., ► ext.) |     |     |     |
| ---- | ----------- | --- | - | - | - | - | -- | -- | ---- |  | -------------------------- | --- | --- | --- |
| 1    | Yougoslavie | 5   | 4 | 2 | 1 | 1 | 12 | 4  | +8   |  | Yougoslavie                |     | 1-2 | 4-0 |
| 2    | Israël      | 5   | 4 | 2 | 1 | 1 | 7  | 6  | +1   |  | Israël                     | 2-2 |     | 2-1 |
| 3    | Grèce       | 2   | 4 | 1 | 0 | 3 | 3  | 12 | -9   |  | Grèce                      | 0-5 | 2-1 |     |

#### Détail des rencontres
| 21 octobre 1959    | Israël | 2 - 2   | Yougoslavie | Itztadion Ramat Gan Ramat Gan, Israël        |                                              |
| 15:00 heure locale | Stelmach 64e 73e | (0 - 1) | Kostić 7e 76e | Spectateurs : 40 000 Arbitrage : Orhan Gönül | Spectateurs : 40 000 Arbitrage : Orhan Gönül |
| 15:00 heure locale | Rapport |         | | Spectateurs : 40 000 Arbitrage : Orhan Gönül | Spectateurs : 40 000 Arbitrage : Orhan Gönül |
| 15:00 heure locale | Hodorov - Matanya (he), S. Levi, Tish (en), Mordechovich - Stelmach , Levkovich (he) - Goldstein (he), Menchel (en), R. Levi (en), Glazer | Équipes | Šoškić - Durković, Bena (en), Nikolić, Miladinović - Jusufi, Mujić - Tasić (en), Čebinac, Kostić, Mihajlović (en) | Spectateurs : 40 000 Arbitrage : Orhan Gönül | Spectateurs : 40 000 Arbitrage : Orhan Gönül |

| 15 novembre 1959   | Yougoslavie | 4 - 0   | Grèce | Stadion JNA Belgrade, Yougoslavie                     |                                                       |
| 14:00 heure locale | Mujić 31e 43e · Mihajlović (en) 45e · Kostić 78e                                                                   | (3 - 0) | | Spectateurs : 25 000 Arbitrage : Victor Schicker (hu) | Spectateurs : 25 000 Arbitrage : Victor Schicker (hu) |
| 14:00 heure locale | Rapport |         | | Spectateurs : 25 000 Arbitrage : Victor Schicker (hu) | Spectateurs : 25 000 Arbitrage : Victor Schicker (hu) |
| 14:00 heure locale | Šoškić - Durković, Jusufi, Bena (en), Miladinović - Perušić, Čebinac - Mujić , Tasić (en), Kostić, Mihajlović (en) | Équipes | Theodoridis (el) - Rosidis (en) , Linoxilakis (en), Papoulidis (el), Polychroniou (en) - Loukanidis, Sofianidis (en) - Nestorídis, Yfantis (en), Bebis (el), Ioannou | Spectateurs : 25 000 Arbitrage : Victor Schicker (hu) | Spectateurs : 25 000 Arbitrage : Victor Schicker (hu) |

| 6 mars 1960        | Israël | 2 - 1   | Grèce | Itztadion Ramat Gan Ramat Gan, Israël           |                                                 |
| 15:15 heure locale | Menchel (en) 50e · Glazer 87e | (0 - 1) | Linoxilakis (en) 6e | Spectateurs : 45 000 Arbitrage : Davoud Nassiri | Spectateurs : 45 000 Arbitrage : Davoud Nassiri |
| 15:15 heure locale | Rapport |         | | Spectateurs : 45 000 Arbitrage : Davoud Nassiri | Spectateurs : 45 000 Arbitrage : Davoud Nassiri |
| 15:15 heure locale | Hodorov - Matanya (he), Amar (en), Tish (en), Mordechovich - Stelmach , Levkovich (he) - Goldstein (he), Menchel (en), Levi (en), Glazer | Équipes | Theodoridis (el) - Rosidis (en) , Loukanidis, Mavridis (el), Stefanakos (en) - Polychroniou (en), Linoxilakis (en) - Angelopoulos (el), Simeonidis (el), Toumbelis, Holevas | Spectateurs : 45 000 Arbitrage : Davoud Nassiri | Spectateurs : 45 000 Arbitrage : Davoud Nassiri |

| 3 avril 1960       | Grèce | 2 - 1   | Israël | Stade Apóstolos Nikolaïdis Athènes, Grèce           |                                                     |
| 16:00 heure locale | Serafeidis (el) 66e 80e | (0 - 0) | Glazer 60e | Spectateurs : 18 000 Arbitrage : Francesco Liverani | Spectateurs : 18 000 Arbitrage : Francesco Liverani |
| 16:00 heure locale | Rapport |         | | Spectateurs : 18 000 Arbitrage : Francesco Liverani | Spectateurs : 18 000 Arbitrage : Francesco Liverani |
| 16:00 heure locale | Theodoridis (el) - Rosidis (en) , Loukanidis, Linoxilakis (en), Stefanakos (en) - Polychroniou (en), Dermatis - Simeonidis (el), Nestorídis, Stamatiadis (en), Serafeidis (el) | Équipes | Hodorov - Benbinisti (he), Amar (en), Tish (en), Moisescu (en) - Stelmach , Levkovich (he) - Rosenbaum (en), Menchel (en), Levi (en), Glazer | Spectateurs : 18 000 Arbitrage : Francesco Liverani | Spectateurs : 18 000 Arbitrage : Francesco Liverani |

| 10 avril 1960      | Yougoslavie                                                                                           | 1 - 2   | Israël | Stadion JNA Belgrade, Yougoslavie                  |                                                    |
| 15:45 heure locale | Mujić 33e                                                                                             | (1 - 1) | Levi (en) 2e 67e | Spectateurs : 35 000 Arbitrage : Friedrich Seipelt | Spectateurs : 35 000 Arbitrage : Friedrich Seipelt |
| 15:45 heure locale | Rapport                                                                                               |         | | Spectateurs : 35 000 Arbitrage : Friedrich Seipelt | Spectateurs : 35 000 Arbitrage : Friedrich Seipelt |
| 15:45 heure locale | Šoškić - Durković, Kozlina, Miladinović, Jusufi - Kovačević, Perušić - Čebinac, Mujić , Takač, Kostić | Équipes | Hodorov - Benbinisti (he), Amar (en), Tish (en), Moisescu (en) - Stelmach , Levkovich (he) - Menchel (en), Nahari (he), Levi (en), Glazer | Spectateurs : 35 000 Arbitrage : Friedrich Seipelt | Spectateurs : 35 000 Arbitrage : Friedrich Seipelt |

| 24 avril 1960      | Grèce | 0 - 5   | Yougoslavie                                                                                    | Stade Apóstolos Nikolaïdis Athènes, Grèce           |                                                     |
| 16:00 heure locale | | (0 - 1) | Kostić 36e · Žanetić 67e · Takač 69e · Galić 81e · Knez 83e                                    | Spectateurs : 20 000 Arbitrage : Dimitar Rumentchev | Spectateurs : 20 000 Arbitrage : Dimitar Rumentchev |
| 16:00 heure locale | Rapport |         |                                                                                                | Spectateurs : 20 000 Arbitrage : Dimitar Rumentchev | Spectateurs : 20 000 Arbitrage : Dimitar Rumentchev |
| 16:00 heure locale | Theodoridis (el) - Rosidis (en) , Linoxilakis (en), Stefanakos (en), Loukanidis - Dermatis, Simeonidis (el) - Papaemmanouil (en), Nestorídis, Stamatiadis (en), Serafeidis (el) | Équipes | Šoškić - Durković, Jusufi, Žanetić, Miladinović - Perušić, Takač - Mujić , Knez, Galić, Kostić | Spectateurs : 20 000 Arbitrage : Dimitar Rumentchev | Spectateurs : 20 000 Arbitrage : Dimitar Rumentchev |

### Groupe 5
| Rang | Équipe               | Pts | J | G | N | P | Bp | Bc | Diff |  | Résultats (▼ dom., ► ext.) |     |     |     |
| ---- | -------------------- | --- | - | - | - | - | -- | -- | ---- |  | -------------------------- | --- | --- | --- |
| 1    | Grande-Bretagne      | 7   | 4 | 3 | 1 | 0 | 13 | 6  | +7   |  | Grande-Bretagne            |     | 3-2 | 2-2 |
| 2    | République d'Irlande | 3   | 4 | 1 | 1 | 2 | 9  | 9  | 0    |  | République d'Irlande       | 1-3 |     | 6-3 |
| 3    | Pays-Bas             | 2   | 4 | 0 | 2 | 2 | 6  | 13 | -7   |  | Pays-Bas                   | 1-5 | 0-0 |     |

#### Détail des rencontres
| 14 octobre 1959 | Pays-Bas | 0 - 0                                                                                       | République d'Irlande | VUC-stadion La Haye, Pays-Bas                    |                                                  |
| |          | (0 - 0)                                                                                     |                      | Spectateurs : 10 000 Arbitrage : Adolphe Blitgen | Spectateurs : 10 000 Arbitrage : Adolphe Blitgen |
| | Rapport  |                                                                                             |                      | Spectateurs : 10 000 Arbitrage : Adolphe Blitgen | Spectateurs : 10 000 Arbitrage : Adolphe Blitgen |
| Lagarde (nl) - Blom, Kruitbosch, Mul (nl), van Ierland - Libregts (nl), Uytermerk (nl) - ten Hoopen, de Kluis, Burgers (nl), de Kleermaeker | Équipes  | Brohan - Dunne, Murphy, Clarke, Browne (en) - Griffin, McCarthy - Rice, Murray, Coad, Byrne |                      | Spectateurs : 10 000 Arbitrage : Adolphe Blitgen | Spectateurs : 10 000 Arbitrage : Adolphe Blitgen |

| 21 novembre 1959 | Grande-Bretagne                      | 3 - 2                                                                                             | République d'Irlande   | Goldstone Ground Hove, Royaume-Uni              |                                                 |
| | Devine (en) 1re · Hasty (en) 31e 83e | (2 - 0)                                                                                           | Ahearne 60e · Rice 82e | Spectateurs : 7 557 Arbitrage : Antoine Blavier | Spectateurs : 7 557 Arbitrage : Antoine Blavier |
| | Rapport 1 Rapport 2                  |                                                                                                   |                        | Spectateurs : 7 557 Arbitrage : Antoine Blavier | Spectateurs : 7 557 Arbitrage : Antoine Blavier |
| Pinner - Gardener, Thompson (en), Sleap (en), D'Arcy (en) - Greenwood (en) , Brown (en) - Ward, Hasty (en), Roberts, Devine (en) | Équipes                              | Brohan - Dunne, Murphy, Clarke, Browne (en) - Griffin, Ahearne - Rice, Carroll (en), Coad, Murray |                        | Spectateurs : 7 557 Arbitrage : Antoine Blavier | Spectateurs : 7 557 Arbitrage : Antoine Blavier |

| 13 mars 1960                                                                                        | République d'Irlande | 1 - 3 | Grande-Bretagne                                   | Dalymount Park Dublin, Irlande                 |                                                |
| | McGrath (en) 57e     | (0 - 0) | Coates (en) 48e · R. Brown (en) 75e · Harding 78e | Spectateurs : 19 235 Arbitrage : Daniel Mellet | Spectateurs : 19 235 Arbitrage : Daniel Mellet |
| | Rapport 1 Rapport 2  | |                                                   | Spectateurs : 19 235 Arbitrage : Daniel Mellet | Spectateurs : 19 235 Arbitrage : Daniel Mellet |
| Brohan - Dunne, Murphy, Byrne, Browne (en) - Griffin, Rice - Hale, Carroll (en), Coad, McGrath (en) | Équipes              | Pinner - Thompson (en), Holt (en), Sleap (en), L. Brown (en) - Greenwood (en) , Coates (en) - Ward, R. Brown (en), Harding, Lewis |                                                   | Spectateurs : 19 235 Arbitrage : Daniel Mellet | Spectateurs : 19 235 Arbitrage : Daniel Mellet |

| 3 avril 1960 | Pays-Bas   | 1 - 5 | Grande-Bretagne                                       | Sportpark Veerallee (nl) Zwolle, Pays-Bas       |                                                 |
| | Hainje 75e | (0 - 1) | Lewis 21e 83e 85e · Lindsay (en) 47e · Brown (en) 80e | Spectateurs : 8 000 Arbitrage : Marcel Lequesne | Spectateurs : 8 000 Arbitrage : Marcel Lequesne |
| | Rapport    | |                                                       | Spectateurs : 8 000 Arbitrage : Marcel Lequesne | Spectateurs : 8 000 Arbitrage : Marcel Lequesne |
| Lagarde (nl) - van Campen, Kruitbosch, Mul (nl), van Ierland - Bolhuis, Hainje - van Hoopen, Bouwman , Libregts (nl), de Kleermaeker | Équipes    | Pinner - Thompson (en), Holt (en), Sleap (en), L. Brown (en) - Greenwood (en) , Coates (en) - Lindsay (en), R. Brown (en), Barr (en), Lewis |                                                       | Spectateurs : 8 000 Arbitrage : Marcel Lequesne | Spectateurs : 8 000 Arbitrage : Marcel Lequesne |

| 13 avril 1960 | Grande-Bretagne           | 2 - 2 | Pays-Bas                         | White Hart Lane Londres, Royaume-Uni              |                                                   |
| | Brown (en) 5e · Lewis 60e | (1 - 0) | de Kleermaeker 70e · Bouwman 75e | Spectateurs : 3 950 Arbitrage : Josef Kandlbinder | Spectateurs : 3 950 Arbitrage : Josef Kandlbinder |
| | Rapport                   | |                                  | Spectateurs : 3 950 Arbitrage : Josef Kandlbinder | Spectateurs : 3 950 Arbitrage : Josef Kandlbinder |
| Pinner - Thompson (en), Holt (en), Sleap (en), L. Brown (en) - D'Arcy (en), Coates (en) - Lindsay (en), R. Brown (en), Barr (en), Lewis | Équipes                   | Lagarde (nl) - van Campen, van Ierland, Mul (nl), Meijers (nl) ( 70e Kruitbosch) - Libregts (nl), Hainje - Verschoof (nl), Bouwman, Slijkhuis (nl), de Kleermaeker |                                  | Spectateurs : 3 950 Arbitrage : Josef Kandlbinder | Spectateurs : 3 950 Arbitrage : Josef Kandlbinder |

| 20 avril 1960                                                                                      | République d'Irlande                                                      | 6 - 3 | Pays-Bas                                      | Tolka Park Dublin, Irlande       |                                  |
| | McCarthy 5e · McGrath (en) 14e 43e · Hale 20e 81e · van Ierland 57e (csc) | (4 - 1) | Hainje 21e · Bouwman 59e · Slijkhuis (nl) 70e | Arbitrage : John William Roberts | Arbitrage : John William Roberts |
| | Rapport                                                                   | |                                               | Arbitrage : John William Roberts | Arbitrage : John William Roberts |
| Brohan - McCarthy, McGrath (en), Hale, Browne (en) - Byrne, Coad - Courtney, Griffin, Murphy, Rice | Équipes                                                                   | Lagarde (nl) - van Campen, Kruitbosch, Mul (nl), van Ierland - Libregts (nl), Hainje - Verschoof (nl), Bouwman, Slijkhuis (nl), de Kleermaeker |                                               | Arbitrage : John William Roberts | Arbitrage : John William Roberts |

### Groupe 6
| Rang | Équipe     | Pts | J | G | N | P | Bp | Bc | Diff |  | Résultats (▼ dom., ► ext.) |     |     |     |
| ---- | ---------- | --- | - | - | - | - | -- | -- | ---- |  | -------------------------- | --- | --- | --- |
| 1    | France     | 6   | 4 | 3 | 0 | 1 | 7  | 6  | +1   |  | France                     |     | 1-0 | 1-0 |
| 2    | Luxembourg | 4   | 4 | 1 | 2 | 1 | 7  | 6  | +1   |  | Luxembourg                 | 5-3 |     | 0-0 |
| 3    | Suisse     | 2   | 4 | 0 | 2 | 2 | 3  | 5  | -2   |  | Suisse                     | 1-2 | 2-2 |     |

#### Détail des rencontres
| 11 novembre 1959                                                                                          | France     | 1 - 0 | Luxembourg | Stade Gaston-Gérard Dijon, France                     |                                                       |
| | Quédec 37e | (1 - 0) |            | Spectateurs : 4 000 Arbitrage : Antonio Moriconi (it) | Spectateurs : 4 000 Arbitrage : Antonio Moriconi (it) |
| | Rapport    | |            | Spectateurs : 4 000 Arbitrage : Antonio Moriconi (it) | Spectateurs : 4 000 Arbitrage : Antonio Moriconi (it) |
| Wettstein (en) - Polonia, Philippe, Bordas, Artelesa - Baratto, Quédec - Coinçon, Giamarchi, Arab, Loncle | Équipes    | Lahure (en) - Mosar (lb), Brenner (en), Mond (lb), Heinen (lb) - Konter, Schmit - May (lb), Dimmer, Pilot, Schaack (lb) |            | Spectateurs : 4 000 Arbitrage : Antonio Moriconi (it) | Spectateurs : 4 000 Arbitrage : Antonio Moriconi (it) |

| 22 novembre 1959                                                                                    | Suisse    | 1 - 2 | France                   | Stade de l'Allmend Lucerne, Suisse          |                                             |
| | Grand 42e | (1 - 1)                                                                                                   | Quédec 19e · Coinçon 87e | Spectateurs : 6 200 Arbitrage : Emil Erlich | Spectateurs : 6 200 Arbitrage : Emil Erlich |
| | Rapport   | |                          | Spectateurs : 6 200 Arbitrage : Emil Erlich | Spectateurs : 6 200 Arbitrage : Emil Erlich |
| Barlie (it) - Stierli, Stehrenberger, Menet, Oertle - Dürr, Grand - Ballaman, Résin, Gerber, Kaspar | Équipes   | Wettstein (en) - Polonia, Philippe, Bordas, Artelesa - Baratto, Quédec - Arab, Giamarchi, Coinçon, Loncle |                          | Spectateurs : 6 200 Arbitrage : Emil Erlich | Spectateurs : 6 200 Arbitrage : Emil Erlich |

| 27 mars 1960 | Luxembourg | 0 - 0 | Suisse | Stade Municipal Luxembourg, Luxembourg             |                                                    |
| |            | (0 - 0)                                                                                                   |        | Spectateurs : 2 500 Arbitrage : Tage Sørensen (hu) | Spectateurs : 2 500 Arbitrage : Tage Sørensen (hu) |
| | Rapport    | |        | Spectateurs : 2 500 Arbitrage : Tage Sørensen (hu) | Spectateurs : 2 500 Arbitrage : Tage Sørensen (hu) |
| Steffen (lb) - Brenner (en) , Hoffstetter (lb), Konter, Pascucci (lb) - Fiedler (en), Dimmer - Cirelli (lb), Pilot, Kunnert (lb), Letsch | Équipes    | Barlie (it) - Stierli, Hofmann, Stehrenberger, Scheurer - Menet, Ballaman - Gottardi, Dürr, Gerber, Worni |        | Spectateurs : 2 500 Arbitrage : Tage Sørensen (hu) | Spectateurs : 2 500 Arbitrage : Tage Sørensen (hu) |

| 10 avril 1960 | Luxembourg                                                                         | 5 - 3 | France                    | Stade Municipal Luxembourg, Luxembourg |                                 |
| | Brenner (en) 5e (pen.) · Theis (lb) 7e · Kunnert (lb) 14e · Pilot 53e · Konter 75e | (3 - 2)                                                                                                   | Arab 15e · Quédec 40e 55e | Arbitrage : Johannes Malka (de)        | Arbitrage : Johannes Malka (de) |
| | Rapport                                                                            | |                           | Arbitrage : Johannes Malka (de)        | Arbitrage : Johannes Malka (de) |
| Steffen (lb) - Brenner (en) , Hoffstetter (lb), Pascucci (lb), Konter - Fiedler (en), Theis (lb) - Cirelli (lb), Pilot, Kunnert (lb), Letsch | Équipes                                                                            | Wettstein (en) - Philippe, Polonia, Bordas, Artelesa - Baratto, Loncle - Arab, Giamarchi, Coinçon, Quédec |                           | Arbitrage : Johannes Malka (de)        | Arbitrage : Johannes Malka (de) |

| 13 avril 1960                                                                                                 | Suisse           | 2 - 2 | Luxembourg                          | Stadion St. Jakob Bâle, Suisse                   |                                                  |
| | Gottardi 17e 56e | (1 - 0) | Kunnert (lb) 68e · Brenner (en) 87e | Spectateurs : 6 500 Arbitrage : Milan Fencl (cs) | Spectateurs : 6 500 Arbitrage : Milan Fencl (cs) |
| | Rapport          | |                                     | Spectateurs : 6 500 Arbitrage : Milan Fencl (cs) | Spectateurs : 6 500 Arbitrage : Milan Fencl (cs) |
| Barlie (it) - Stierli, Oertle, Stehrenberger, Bertogliatti - Menet, Ballaman - Gottardi, Dürr, Hofmann, Worni | Équipes          | Steffen (lb) - Brenner (en) , Hoffstetter (lb), Pascucci (lb), Konter - Fiedler (en), Letsch - Cirelli (lb), Pilot, Kunnert (lb), Theis (lb) |                                     | Spectateurs : 6 500 Arbitrage : Milan Fencl (cs) | Spectateurs : 6 500 Arbitrage : Milan Fencl (cs) |

| 1er mai 1960                                                                                  | France     | 1 - 0 | Suisse | Stade de Rugby Chambéry, France                          |                                                          |
|                                                                                               | Aygoui 37e | (1 - 0)                                                                                                   |        | Spectateurs : 5 000 Arbitrage : José González Echeverría | Spectateurs : 5 000 Arbitrage : José González Echeverría |
| Samoy - Polonia, Bodin, Philippe, Bordas - Artelesa, Quédec - Arab, Giamarchi, Aygoui, Loncle | Équipes    | Barlie (it) - Stierli, Stehrenberger, Menet, Hofmann - Müllestein, Ballaman - Dürr, Matter, Worni, Gerber |        | Spectateurs : 5 000 Arbitrage : José González Echeverría | Spectateurs : 5 000 Arbitrage : José González Echeverría |

### Groupe 7
| Rang | Équipe          | Pts | J | G | N | P | Bp | Bc | Diff |  | Résultats (▼ dom., ► ext.) |     |     |     |
| ---- | --------------- | --- | - | - | - | - | -- | -- | ---- |  | -------------------------- | --- | --- | --- |
| 1    | Hongrie         | 8   | 4 | 4 | 0 | 0 | 10 | 3  | +7   |  | Hongrie                    |     | 2-1 | 2-1 |
| 2    | Tchécoslovaquie | 3   | 4 | 1 | 1 | 2 | 4  | 5  | -1   |  | Tchécoslovaquie            | 1-2 |     | 2-1 |
| 3    | Autriche        | 1   | 4 | 0 | 1 | 3 | 2  | 8  | -6   |  | Autriche                   | 0-4 | 0-0 |     |

#### Détail des rencontres
| 7 octobre 1959 | Autriche | 0 - 0 | Tchécoslovaquie | Praterstadion Vienne, Autriche                     |                                                    |
| |          | (0 - 0) |                 | Spectateurs : 20 000 Arbitrage : Jacques Devillers | Spectateurs : 20 000 Arbitrage : Jacques Devillers |
| | Rapport  | |                 | Spectateurs : 20 000 Arbitrage : Jacques Devillers | Spectateurs : 20 000 Arbitrage : Jacques Devillers |
| Kitzmüller - Hasenkopf (en), Glechner (en), Rihs, Oslansky (en) - Huberts (en) ( Hruška), Reiter - Knoll (en), Fürst, Hof, Skerlan (en) | Équipes  | Hlavatý (cs) - Urban, Tichý, Pohuněk (cs), Vengloš - Kvašňák, Pavlovič - Vacenovský, Kadraba, Hubálek (cs), Dolinský |                 | Spectateurs : 20 000 Arbitrage : Jacques Devillers | Spectateurs : 20 000 Arbitrage : Jacques Devillers |

| 22 novembre 1959                                                                                        | Hongrie                         | 2 - 1 | Autriche           | Népstadion Budapest, Hongrie                                |                                                             |
| | Albert 1re · Várhidi 47e (pen.) | (1 - 1) | Kohlhauser (it) 6e | Spectateurs : 35 000 Arbitrage : Dimosthenis Stathatos (hu) | Spectateurs : 35 000 Arbitrage : Dimosthenis Stathatos (hu) |
| Faragó - Dudás, Várhidi, Novák, Nagy - Borsányi (hu), Iván (hu) - Göröcs, Albert, Rákosi, Szimcsák (hu) | Équipes                         | Kitzmüller - Windisch (en), Koschier (en), Nickerl (en), Riegler - Hruška, Kohlhauser (it) - Reiter, Neubauer, Pichler (en), Ninaus |                    | Spectateurs : 35 000 Arbitrage : Dimosthenis Stathatos (hu) | Spectateurs : 35 000 Arbitrage : Dimosthenis Stathatos (hu) |

| 26 mars 1960 | Autriche | 0 - 4                                                                                       | Hongrie                                 | Casino-Stadion Graz, Autriche                   |                                                 |
| |          | (0 - 1)                                                                                     | Orosz 28e · Albert 49e 64e · Sátori 72e | Spectateurs : 22 000 Arbitrage : Reginald Leafe | Spectateurs : 22 000 Arbitrage : Reginald Leafe |
| | Rapport  |                                                                                             |                                         | Spectateurs : 22 000 Arbitrage : Reginald Leafe | Spectateurs : 22 000 Arbitrage : Reginald Leafe |
| Bogner - Trübrig, Kowanz, Nickerl (en), Karel - Hruška, Kohlhauser (it) - Cejka, Neubauer, Jank (it), Sgerm (de) | Équipes  | Faragó - Novák, Várhidi, Dalnoki, Vilezsál - Kovács, Sátori - Göröcs, Albert, Orosz, Rákosi |                                         | Spectateurs : 22 000 Arbitrage : Reginald Leafe | Spectateurs : 22 000 Arbitrage : Reginald Leafe |

| 6 avril 1960                                                                                      | Tchécoslovaquie | 1 - 2                                                                                       | Hongrie        | Stadion Za Lužánkami Brno, Tchécoslovaquie     |                                                |
|                                                                                                   | Obert (en) 78e  | (0 - 1)                                                                                     | Albert 11e 57e | Spectateurs : 50 000 Arbitrage : Ivan Lukyanov | Spectateurs : 50 000 Arbitrage : Ivan Lukyanov |
|                                                                                                   | Rapport         |                                                                                             |                | Spectateurs : 50 000 Arbitrage : Ivan Lukyanov | Spectateurs : 50 000 Arbitrage : Ivan Lukyanov |
| Hlavatý (cs) - Tichý, Hledík, Bomba, Koiš - Vojta, Pavlovič - Kučera, Obert (en), Kačáni, Jelínek | Équipes         | Faragó - Novák, Várhidi, Dalnoki, Vilezsál - Kovács, Sátori - Göröcs, Albert, Orosz, Rákosi |                | Spectateurs : 50 000 Arbitrage : Ivan Lukyanov | Spectateurs : 50 000 Arbitrage : Ivan Lukyanov |

| 24 avril 1960                                                                               | Hongrie                | 2 - 1 | Tchécoslovaquie | Népstadion Budapest, Hongrie                    |                                                 |
|                                                                                             | Novák 58e · Sátori 84e | (0 - 1)                                                                                                  | Bubník 14e      | Spectateurs : 45 000 Arbitrage : Pietro Bonetto | Spectateurs : 45 000 Arbitrage : Pietro Bonetto |
|                                                                                             | Rapport                | |                 | Spectateurs : 45 000 Arbitrage : Pietro Bonetto | Spectateurs : 45 000 Arbitrage : Pietro Bonetto |
| Faragó - Novák, Várhidi, Dalnoki, Vilezsál - Kovács, Sátori - Göröcs, Albert, Orosz, Rákosi | Équipes                | Hlavatý (cs) - Urban, Hledík, Weiss, Bomba - Vojta, Brumovský - Vacenovský, Kvašňák, Bubník, Hrnčár (cs) |                 | Spectateurs : 45 000 Arbitrage : Pietro Bonetto | Spectateurs : 45 000 Arbitrage : Pietro Bonetto |

| 30 avril 1960 | Tchécoslovaquie | 2 - 1 | Autriche                 | Městský stadion (en) Ústí nad Labem, Tchécoslovaquie |                                                   |
| | Kadraba 33e 44e | (2 - 0) | Walter Skocik 58e (pen.) | Spectateurs : 12 000 Arbitrage : Wim Beltman (nl)    | Spectateurs : 12 000 Arbitrage : Wim Beltman (nl) |
| | Rapport         | |                          | Spectateurs : 12 000 Arbitrage : Wim Beltman (nl)    | Spectateurs : 12 000 Arbitrage : Wim Beltman (nl) |
| Javorek - Urban, Hledík, Pohuněk (cs), Vojta - Vengloš, Navrátil (cs) ( 15e Vacenovský) - Pokorný (cs), Kadraba, Pucher (cs), Hrnčár (cs) | Équipes         | Bogner - Trübrig, Glechner (en), Zaglitsch, Blutsch (de) - Skocik (en), Lahner - Hoffmann ( Schilling), Nemec, Flögel, Skerlan (en) |                          | Spectateurs : 12 000 Arbitrage : Wim Beltman (nl)    | Spectateurs : 12 000 Arbitrage : Wim Beltman (nl) |